# Qarabulaq
Pour les articles homonymes, voir Aknaghbyur.
Qarabulaq est un village situé dans le raion de Khodjali en Azerbaïdjan, ou Aknaghbyur (en arménien : Ակնաղբյուր]) lorsqu'elle était jusqu'en 2020, une communauté rurale de la région d'Askeran, dans la république du Haut-Karabagh. La population s'élevait à 578 habitants en 2005.

## Histoire
Faisant partie de l'oblast autonome du Haut-Karabagh à l'époque soviétique, le village passe sous contrôle arménien pendant la première guerre du Haut-Karabakh et est administré dans le cadre de la région d'Askeran de la république d'Artsakh. Le 7 novembre 2020, le village est repris par l'Azerbaïdjan au cours de la deuxième guerre du Haut-Karabagh.